# Scatella aurulenta
Scatella aurulenta är en tvåvingeart som beskrevs av Giordani Soika 1956. Scatella aurulenta ingår i släktet Scatella och familjen vattenflugor.
Artens utbredningsområde är Algeriet. Inga underarter finns listade i Catalogue of Life.